# Bartomeu Bardagí i Moras
Bartomeu Bardagí i Moras (Barcelona, 16 d'agost de 1915 - 2 de setembre de 2003), fou nomenat professor de català de l'Extensió d'Ensenyament Tècnic de la Generalitat de Catalunya el 23 de desembre del 1933. Bardagí va ser traductor, corrector de català i tenor, i va tindre tres fills, dos dels quals són els també músics Josep Maria Bardagí i Freixas i Pere Bardagí i Freixas.

## Obra

### Narrativa
- 1991: Humor amb lletra i música.

### Traduccions
- 1963: els sis volums de la col·lecció «Els Llibres del Ratolí Mickey» de Walt Disney.
- 1967: Els xiprers creuen en Déu de Josep Maria Gironella; títol original: Los cipreses creen en Dios (1953).
- 1967: Un milió de morts de Josep Maria Gironella; títol original: Un millón de muertos (1961).
- 1968: Ha esclatat la pau de Josep Maria Gironella; títol original: Ha estallado la paz (1966).
- 1968: Així cal pintar de José María Parramón Vilasaló.